# Alain Danilet
Alain Danilet, né le 3 juin 1947 à Noyon (Oise) et mort le 8 février 2012 à Aujargues (Gard), est un homme politique français.

## Biographie

### Vie privée
Il est originaire de l'Oise.
Exerçant la profession de fonctionnaire et motard de la Police nationale, époux d'Élisabeth, il a une fille, Béatrice et un petit fils Adam Scheidt.

### Carrière politique
Face notamment à Fernand Balez, Jean-Michel Teulade et Alain Journet, il est élu député de la cinquième circonscription du Gard sous les couleurs du RPR pour la Xe législature (1993-1997). Son suppléant est Christian Burglé, maire CDS d'Euzet (1989-2001). Il se représente aux élections législatives de 1997 consécutive à la dissolution de l'Assemblée, mais échoue au second tour avec 40,59 % des suffrages face à Damien Alary. Il entretient une correspondance nourrie avec Jacques Chirac après sa défaite. Proche ami du maire de Beaucaire Jean-Marie André, il ne se montre pas, comme lui, opposé à la conclusion d'accords avec le FN.
En 2004, après deux tentatives en 1992 et 1995, il tente une ultime fois de ravir le canton de Sommières à Christian Valette (PS), mais celui-ci est largement réélu dans le cadre d'une triangulaire.
Il est élu maire de Sommières en mars 2001. L'année suivante, à l'automne, il doit gérer les inondations  et malgré l'importance des dégâts il saura créer une dynamique autour de  sa ville pour lui redonner sa splendeur ,. Pourtant en 2005, devant faire face à la démission de la quasi-totalité du conseil municipal, il perd ses mandats de maire et de conseiller municipal. Guy Marotte lui succède. Après cela, il reste discret à Sommières.
Il rejoint les rangs de l'UMP à sa création en 2002.
Le 8 février 2012, il meurt d'un arrêt cardiaque dans sa résidence de Villevieille. Il est inhumé dans le cimetière de la commune.

## Mandats
- Député de la cinquième circonscription du Gard de 1993 à 1997
- Maire de Sommières de 2001 à 2005

## Distinctions
Il est fait chevalier de la Légion d'honneur par décret du 31 décembre 1997, pour « 37 ans d'activités professionnelles, de services civils, militaires et de fonctions électives ».